# Jij bent toch mijn dochter?
Jij bent toch mijn dochter? Een jonge psycholoog strijdt voor mensen met dementie is een boek geschreven door geriatrisch psychologe en theatermaakster Sarah Blom. Het boek kwam uit in 2018 en focust op haar dagelijkse praktijk als psychologe voor ouderen met dementie. Ook borduurt het voort op Dag mama, een theaterstuk over hetzelfde onderwerp dat zij met haar familie opvoerde, en blogs die zij al langer schreef over haar dagelijks werk.

## Inhoud
Het boek bevat 25 anekdotes over mensen die omwille van hun vergevorderde dementie in een verpleegtehuis verblijven. Velen van deze ouderen vertonen (voor de verplegenden en medebewoners) problematisch gedrag. Zo uit een bewoner zich agressief naar het verplegend personeel, wat uiteindelijk culmineert in een situatie waarbij Blom door hem in het gezicht geslagen wordt. Zij geeft zelf aan dat zij dit niet aan hem wijt, maar aan verkeerd klinisch handelen van haar kant. Andere bewoners van het verpleeghuis vertonen problematisch seksueel gedrag - zo beschrijft Blom een verliefd stel dat continue seks heeft, ook in de openbare ruimtes. Tot slot beschrijft ze nog een groep die op traumatische wijze met het verleden wordt geconfronteerd. Tot deze laatste groep behoort een vrouw met een verleden in de Jappenkampen. Door de dementie keert zij telkens terug naar de herinneringen uit deze tijd en waant zich terug in het kamp.
Hoewel Blom erkent dat ze niet iedere cliënt kan helpen - de dame met het kampverleden is hiervan een duidelijk voorbeeld - is ze in staat om toch een aantal van hen te helpen. Haar kern in de behandelpraktijk blijkt in alle anekdotes het zien als volwaardig van de persoon in kwestie en de verbinding met hem of haar te zoeken. Daarnaast presenteert ze deel van de behandelplannen en blijkt hierbij soms buiten de gebaande paden te denken. Om bijvoorbeeld te voorkomen dat het eerder genoemde verliefde stel de medicatie niet neemt, besluit Blom  de medicatie aan te bieden in voedsel. Dit voedsel wordt als een roomservice aangeboden aan het stel, in plaats van de gebruikelijke maaltijden in de openbare ruimtes.

### Opmaak
Blom gebruikt bewust de opmaak van het boek om onderscheid te maken tussen haar eigen invulling van bepaalde zaken - zoals de kampgeschiedenis van de eerdergenoemde vrouw - en de dagelijkse realiteit. Zaken die zij zelf invult, geeft zij in cursief. Ook de delen van de behandelplannen die zij deelt zet zij los van haar dagelijkse praktijk door deze te omkaderen.

## Ontvangst
Jij bent toch mijn dochter? werd goed ontvangen. Het boek werd een bestseller en stond drie weken in de bestseller top 60 van Stichting Collectieve Propaganda van het Nederlandse Boek. De hoogste positie die het boek behaalde was plaats 12.
Jessica Durlacher, die het boek als eerste recenseerde, omschreef het als 'enorm aangrijpend'. Sue, de schrijfster van het boekenblog Boekenz zegt over het boek het volgende:
De verhalen van Sarah Blom ontroeren me, laten me af en toe ook grinniken maar bovenal geven ze mij inzicht. [...] Ze beschrijft haar werk in begrijpelijke taal en zorgt met haar bijzondere verhalen ervoor dat het harde werk (zowel fysiek als mentaal) in deze ouderenzorg beter gewaardeerd wordt.— Jij bent toch mijn dochter? van Sarah Blom. Boekenz. Geraadpleegd op 31 mei 2024.
Ook door professionals uit het werkveld werd het boek gewaardeerd. In het online zorgmagazine FloorZorgt besloot een review met:
Jij bent toch mijn dochter? van Sarah Blom is een enorm liefdevol boek, inspirerend en leerzaam voor iedereen die met dementie te maken heeft (gehad). En zeker voor mensen die zoals ik in de ouderenzorg werken! De volgende keer dat ik een cliënt ‘lastig’ vind, denk ik weer even terug aan dit boek.— Moet je lezen: Sarah Blom - Jij bent toch mijn dochter?. FloorZorgt (29 januari 2019).

## Bestseller 60
| Boeken met noteringen in de Nederlandse Bestseller 60 | Jaar van verschijnen | Datum van binnenkomst | Hoogste positie | Aantal weken | Opmerkingen |
| ----------------------------------------------------- | -------------------- | --------------------- | --------------- | ------------ | ----------- |
| Jij bent toch mijn dochter?                           | 2018                 | 14-11-2018            | 12              | 3            |             |